# Richard Norton (aktor)
Richard Norton (ur. 6 stycznia 1950 w Croydon, zm. 28 marca 2025 w Melbourne) – australijski karateka, kaskader, choreograf  i trener sztuki walki, aktor, laureat nagrody na Film International Film Festival (2011) i Screen Actors Guild Award (2016).

## Życiorys

### Wczesne lata
Urodził się w Croydon, a dorastał w Melbourne w Australii. W dzieciństwie był niewielkiej i wątłej postury. W wieku 12 lat jego znajomy zachęcił go do treningów judo. Potem trenował karate ze stylem gōjū-ryū pod okiem Tino Ceberano, a także kick-boxing, aikido i ju-jitsu. Mając 17 lat zdobył czarny pas i rozpoczął pracę jako ochroniarz w nocnych klubach. Posiadł także ósmy stopień w Zen Do Kai Karate. Studiował w American Theatre Arts Center.
Przez dwadzieścia lat był ochroniarzem takich popularnych gwiazd jak The Rolling Stones, Linda Ronstadt, James Taylor, David Bowie, ABBA, John Belushi, Fleetwood Mac i Stevie Nicks.

### Kariera
Znalazł się na okładkach czasopism o sztukach walki takich jak Black Belt (dwukrotnie w 1987), Australasian Fighting Arts (1983, 1974, 1998), Blitz Magazine, Impact (1992-2010) z Cynthią Rothrock (1993) i Jackiem Chanem (1997), Inside Kung Fu (1988–2000), MA Training (1988–2000) i Martial Arts & Combat Sports (1999–2002).
W 1976, po przyjeździe do Kalifornii rozpoczął intensywnie treningi z Chuckiem Norrisem. Zadebiutował w filmie akcji Ośmiokąt (The Octagon, 1980) u boku Chucka Norrisa i Lee Van Cleefa. Stał się znany z filmów akcji produkowanych w Hongkongu takich jak Zwariowany pociąg (Millionaire's Express, 1986) czy City Hunter (1993). Jako kaskader, aktor i ekspert sztuk walki pojawiał się także w kilku filmach Jackiego Chana.

### Śmierć
Zmarł 28 marca 2025 w Melbourne w wieku 75 lat.

## Filmografia
- Ośmiokąt (The Octagon, 1980) jako Kyo/Longlegs
- Force: Five (1981) – Ezekiel
- Mściciel z Hongkongu (Forced Vengeance, 1982) – Herb
- Gymkata (1985) – Zamir
- Na celowniku (Twinkle, Twinkle Lucky Stars, 1985) – kaukaski zabójca
- Amerykański ninja (American Ninja, 1985) – MP
- Equalizer 2000 (1986) – Slade
- Future Hunters (1986) – Matthew
- Millionaire's Express – (1986) – bandyta
- Magic Crystal (1987) – Karov
- Return of the Kickfighter (1987) – Brad Cooper
- The Fighter (1987) – Ryan Travers
- Fight to Win (1987) – Armstrong
- Not Another Mistake (1987) – Richard Straker
- Jungle Assassin (1988)
- Hawkeye (1988)
- Licencja na zabijanie (Licence to Kill, 1989)
- The Fighter (1989) – Ryan Travers
- The Sword of Bushido (1989) – Zac Connors
- Hyper Space (1989) – Thomas Stanton
- Krew bohaterów (The Blood of Heroes, 1989) – Bone
- Blood Street (1990)
- China O’Brien (1990) – Matt Conroy
- China O’Brien II (1991) – Matt Conroy
- Raiders of the Sun (1992) – Brodie
- Rage and Honor (1992) – Preston Michaels
- Lady Dragon (1992) – Ludwig Hauptman
- Ironheart (1992) – Milverstead
- City Hunter (1993) – MacDonald
- Rage and Honor II (1993) – Preston Michaels
- Strażnik Teksasu (Walker, Texas Ranger, 1993) – Frank Scanlon, Jonas Graves
- Deathfight (1994) – Jack Dameron
- Na celowniku (Direct Hit, 1994) – Rogers
- Elektroniczny łowca (CyberTracker, 1994) – Ross
- The Supreme Warrior (1995) – Earth Warlord
- Tough and Deadly (1995) – Agent Norton
- Under the Gun (1995) – Frank Torrence
- For Life or Death (1996)
- Soul of the Avenger (1997) – Sir Xavier
- Strategic Command (1997) – Carlos Gruber
- The New Adventures of Robin Hood (1997-98) – Lord Chilton
- Przyjemniaczek (Mr. Nice Guy, 1997) – Giancarlo
- Tex Murphy: Overseer (1998) – Big Jim Slade
- Black Thunder (1998) – Rather
- Nautilus (2000) – John Harris
- The Rage Within (2001) – Keller
- Amazonki i gladiatorzy (Amazons and Gladiators, 2001) – Lucjusz
- Redemption (2002) – Tom 'Snake' Sasso
- Dream Warrior (2003) – Archer
- Mind Games (2003) – Carter Tallerin
- Wykidajło 2 (Road House 2, 2006) – Victor Cross
- Under a Red Moon (2008) – Jonathan Dunn
- Man of Blood (2008) – Lee Francis
- Dead in Love (2009) – ojciec Danny’ego
- Tesla Effect: A Tex Murphy Adventure (2014)
- Mad Max: Na drodze gniewu (Mad Max: Fury Road, 2015) – Premier Imperator
- Suicide Squad (2016) – koordynator walk